# Ojén
Ojén er en by og kommune i det sydlige Spanien i provinsen Málaga. Den har et indbyggertal på 4.682 (2024) indbyggere.